# Eiji Shimomura
Eiji Shimomura (jap. 下村 英士, Shimomura Eiji; * 31. Oktober 1959 in Matsusaka) ist ein ehemaliger japanischer Volleyballspieler.
Er nahm 1984 mit der japanischen Nationalmannschaft an den Olympischen Spielen teil. In Los Angeles wurde er im Gruppenspiel gegen Ägypten eingesetzt, das die Japaner mit 3:0 gewannen. Allerdings wurde Shimomura bei der Dopingkontrolle positiv auf Testosteron getestet und disqualifiziert.